# Apogon leptofasciatus
 Apogon leptofasciatus és una espècie de peix de la família dels apogònids i de l'ordre dels perciformes.

## Morfologia
Els mascles poden assolir els 5 cm de longitud total.

## Distribució geogràfica
Es troba a Irian Jaya (Indonèsia).